# BNA: Brand New Animal
Pour les articles homonymes, voir BNA.
BNA: Brand New Animal (BNA ビー・エヌ・エー, Bī Enu Ē, litt. « Tout nouvel animal ») est une série télévisée d'animation japonaise de 12 épisodes produite par Trigger. L'histoire dépeint un monde où l'existence des animaliens, longtemps caché dans l'obscurité de l'Histoire, a été révélée au grand jour au cours du XXIe siècle. Elle est diffusée au Japon entre le 9 avril et le 25 juin 2020 dans la case horaire +Ultra (ja) de Fuji TV,. Netflix Japon a diffusé en avant-première les six premiers épisodes le 21 mars 2020, suivit des six derniers le 6 mai, avec une sortie à l'international le 30 juin,.

## Synopsis
Se déroulant dans un monde où existent des animaux humanoïdes connus sous le nom d'animaliens (獣人, jūjin), la série suit Michiru Kagemori, une humaine normale qui s'est transformée un jour en une animalienne tanuki. En s'enfuyant, elle cherche refuge dans Anima City, un lieu aménagé pour que les animaliens puissent vivre comme eux-mêmes, et rencontre un animalien loup nommé Shirō Ōgami. Ensemble, ils essayent de trouver la raison qui a transformé Michiru en une animalienne, et prennent part à des événements encore plus étranges dans leur parcours.

## Personnages
Michiru Kagemori (影森 みちる, Kagemori Michiru)
Voix japonaise : Sumire Morohoshi,, voix française : Valérie Bachère
L'héroïne de l'histoire, une fille humaine qui un jour s'est transformée en une animalien tanuki et est venue à Anima City pour trouver un moyen de redevenir humaine. Elle développe rapidement la capacité de transformer des parties de son corps en celles d'autres animaux et peut étirer ses bras sur une longueur énorme, s'enfler (utilisation exceptionnelle), agrandir sa queue, augmenter ses bras et les rendre plus forts et allonger ses oreilles pour renforcer son audition. Il est finalement démontré que Michiru a acquis ses capacités d'animalien en raison d'un mélange accidentel de transfusion sanguine et a reçu du sang d'animalien au lieu de sang humain après qu'elle et Nazuna ont été hospitalisées en raison de l'accident de camion il y a quelque temps.
Shirō Ōgami (大神 士郎, Ōgami Shirō)
Voix japonaise : Yoshimasa Hosoya (ja),, voix française : Constantin Pappas
Un animalien loup avec un odorat très vif. Il a également une force immense pouvant surpasser un lion et un rhinocéros et possède un corps immortel avec des capacités d'auto-régénération. Il est révélé qu'il a vécu pendant près de mille ans, dont une première vie en tant qu'homme-loup normal avant d'être tué par Raymond Sylvasta avec le reste de Nirvasyl. Il a ensuite été ressuscité sous le nom de Ginrō, possédant un pouvoir immense qu'il conserve normalement scellé après que son corps ait absorbé le sang de 2000 cadavres d'animaliens de Nirvasyl.
Nazuna Hiwatashi (日渡 なずな, Hiwatashi Nazuna)
Voix japonaise : Maria Naganawa (ja),, voix française : Marie Nonnenmacher
La meilleure amie de Michiru qui, comme elle, s'est un jour transformée en une animalien renard, dotée de pouvoirs de métamorphose. Elle a été emmenée par des agents du gouvernement et envoyée dans un centre de recherche pour des études, mais a été sauvée par Cliff et a rejoint le culte de l'Ordre du Loup d'Argent. Voyant le potentiel de ses capacités, Cliff l'a formée, l'a aidée à perfectionner ses capacités et lui a enseigné tout ce qu'il savait, faisant d'elle ce qu'elle est aujourd'hui. Elle est devenue le gourou du culte sous le nom de Déesse Louve, transformant son apparence pour ressembler au Loup d'argent de la légende, Ginrō. Comme Michiru, elle a également acquis ses capacités d'animalien en raison d'une transfusion sanguine accidentelle de sang d'animalien que les médecins pensaient qu'il s'agissait de sang humain.
Alan Sylvasta (アラン・シルヴァスタ, Aran Shiruvuasuta)
Voix japonaise : Kaito Ishikawa,, voix française : Damien Ferrette
Un entrepreneur riche et énigmatique et président de Sylvasta Pharmaceutics. Il s'est intéressé à Michiru et Shirō pour leurs capacités physiques uniques au-delà de toute peau de bête qu'il ait jamais vue et a de grands projets pour eux. Son ancêtre, Raymond Sylvasta était le général humain responsable de la destruction du village de Nirvasyl, la terre d'origine de Shirō après que les animaliens ont commencé à devenir furieux en raison d'une agression territoriale et ont commencé à abattre animaliens et humains sans discernement. Il sait également que Shirō est à la fois le seul survivant de Nirvasyl et le légendaire Loup d'argent, Ginrō.
Barbaray Rose (バルバレイ・ロゼ, Barubarei Roze)
Voix japonaise : Gara Takashima (ja),, voix française : Christine Paris
La maire d'Anima City, une animalien rat-taupe nu. Elle sait également que Michiru et Nazuna sont à l'origine des filles humaines transformées en animaliens par une prétendue maladie d'animalien. Avec Shirō, elle a insisté sur le fait que les origines et les pouvoirs de transformation de Michiru doivent rester secrets, au risque de provoquer une panique de masse si le public découvre que les humains peuvent être transformés en animalien à tout moment. Elle recherche actuellement un remède contre la maladie d'animalien de Michiru. Elle est l'une des rares personnes à savoir que Shirō est en fait Ginrō.
Marie Itami (マリー・伊丹, Marī Itami)
Voix japonaise : Michiyo Murase (ja),, voix française : Geneviève Doang
Une animalien vison qui est impliquée dans toutes sortes de transactions louches. Elle aide de temps en temps Michiru mais demande également une faveur en échange de son aide. Elle s'énerve lorsque Michiru la désigne comme une belette et non un vison.
Kōichi Ishizaki (石崎 浩一, Ishizaki Kōichi)
Voix japonaise : Kenji Nomura,, voix française : Laurent Gris
Le secrétaire de Barbaray Rose.
Yūji Tachiki (立木 勇次, Tachiki Yūji)
Voix japonaise : Hiroshi Naka,, voix française : Gérard Surugue
Un animalien dogue allemand qui est inspecteur de police et compte parfois sur Ōgami pour obtenir de l'aide.
Gem Horner (ジェム・ホーナー, Jemu Hōnā)
Voix japonaise : Hiroshi Yanaka,, voix française : Antoine Nouel
Un animalien coq et le mari de Melissa, qui donnent à Michiru un endroit pour se loger. Lui et sa femme sont des croyants et des adorateurs dévoués de Ginrō, le Loup d'argent.
Melissa Horner (メリッサ・ホーナー, Merissa Hōnā)
Voix japonaise : Kimiko Saitō (ja),, voix française : Nikie Gay Lescot
Une animalien wombat et la femme de Gem. Elle et son mari sont des croyants et des adorateurs dévoués de Ginrō, le Loup d'argent.
Giuliano Flip (ジュリアーノ・フリップ, Juriāno Furippu)
Voix japonaise : Yōhei Tadano (ja),, voix française : Laurent Gris
Un animalien béluga à la tête d'un puissant gang et le père surprotecteur de Nina. Il a une immense haine pour les humains parce que son père a été tué par des chasseurs d'animalien et a ensuite été cuisiné et mangé peu de temps après, bien que sa fille dise que cela ne s'est pas réellement produit, mais c'est l'histoire qu'elle lui a racontée.
Nina Flip (ニナ・フリップ, Nina Furippu)
Voix japonaise : Ami Maeshima (ja),, voix française : Brigitte Lecordier
Une animalien dauphin qui est la fille de Giuliano Flip et qui n'était jamais sortie d'Anima City. Nina est une amie de Michiru.
Premier ministre Shiramizu (白水総理, Shiramizu Sōri)
Voix japonaise : Hōchū Ōtsuka,, voix française : Antoine Nouel
Il est le Premier ministre du Japon.
Jackie (ジャッキー, Jakkī)
Voix japonaise : Megumi Han,, voix française : Nathalie Bienaimé
Un animalien ours faisant partie de l'équipe de baseball des Bears.
Cliff Boris (クリフ・ボリス, Kurifu Borisu)
Voix japonaise : Takehito Koyasu,, voix française : Maxime Hoareau
Un animalien serpent et prêtre en chef du culte de l'Ordre du Loup d'Argent, qui s'est beaucoup intéressé à Nazuna.
Pinga (ピンガ)
Voix japonaise : Daisuke Namikawa,, voix française : Bastien Bourlé
Un animalien albatros fier de son héritage d'oiseau migrateur. Il aime errer dans le ciel ce qui lui est malheureusement restreint car des restrictions sont imposées aux animaliens sur le droit aérien.

## Production et diffusion
Lors de l'Anime Expo le 5 juillet 2019, Trigger a révélé leur nouveau projet intitulé BNA: Brand New Animal (BNA ビー・エヌ・エー) qui est une série télévisée d'animation réalisée par Yoh Yoshinari et écrite par Kazuki Nakashima,. Genice Chan contribue à l'art conceptuel, Yusuke Yoshigaki est le character designer de la série, avec Naoki Takeda en tant que chef-animateur et l'artiste mabanua pour composer la bande originale,.
La série est diffusée au Japon dans la case horaire +Ultra (ja) de Fuji TV et sur TNC entre le 9 avril et le 25 juin 2020, et un peu plus tard sur KTV, ABA, THK, UHB, BS Fuji,. Au Japon, Netflix détient les droits exclusifs de diffusion en streaming de la série et a diffusé en avant-première les six premiers épisodes le 21 mars 2020 puis les six derniers le 6 mai ; la plateforme diffuse également la série à l'étranger depuis le 30 juin 2020,.
La chanson de l'opening de la série, intitulée Ready to (litt. « Prêt à »), est interprétée par Sumire Morohoshi sous le nom de son personnage, tandis que la chanson de AAAMYYY (en), intitulée NIGHT RUNNING (litt. « Course de nuit »), sert d'ending.

## Liste des épisodes
| No | Titre en français           | Titre original      | Date de 1re diffusion                              |
| --- | --------------------------- | ------------------- | -------------------------------------------------- |
| 1 | Un raton laveur en fuite    | Runaway Raccoon     | 21 mars 2020 (Netflix Japon)9 avril 2020 (+Ultra)  |
| Dans un monde où les humains et les animaliens existent, une animalien tanuki nommée Michiru Kagemori se rend dans la ville dédiée aux animaliens, Anima City, avec l'aide de l'animalien vison louche, Marie Itami, qui l'a également sauvée des chasseurs d'animaliens. À son arrivée dans la ville, qui organise un festival célébrant son dixième anniversaire, Michiru se fait dérober son portefeuille. En essayant de retrouver le voleur, Michiru est prise dans un attentat à la bombe, où elle est sauvée par un animalien loup nommé Shirō Ōgami. Découvrant que la bombe a été posée par des animaliens mercenaires payés par des humains anti-animaliens pour saboter le festival, Shirō bat violemment les assaillants avant qu'il ne soit arrêté par Michiru, qui révèle qu'elle était autrefois humaine. |                             |                     |                                                    |
| 2 | Rabbit Town                 | Rabbit Town         | 21 mars 2020 (Netflix Japon)16 avril 2020 (+Ultra) |
| Comme Shirō reste dubitatif des affirmations de Michiru selon lesquelles elle est une humaine, cette dernière est invitée par Marie à rencontrer Gram Grandma à Rabbit Town pour récupérer son portefeuille volé. Michiru commence à enseigner aux enfants orphelins à lire et à écrire, jusqu'à ce que Gram Grandma décide de les vendre tous pour rembourser une dette à un gang. En tentant de s'échapper avec les enfants en remorque, Michiru devient capable de changer la taille de ses bras pour se libérer. Après l'arrestation de Gram Grandma, Michiru se fâche contre Shirō pour ne pas être intervenu plus tôt, prouvant avec sa carte d'étudiante qu'elle était humaine. Elle déclare ensuite sa haine pour les animaliens en raison de leur cruauté et de leur mépris de la vie, elle promet de résoudre les problèmes d'Anima City, de guérir sa maladie d'animalien, de quitter la ville peu de temps après et de ne jamais revenir. |                             |                     |                                                    |
| 3 | La mélancolie du rhinocéros | Rhino Melancholy    | 21 mars 2020 (Netflix Japon)23 avril 2020 (+Ultra) |
| La maire d'Anima City, Barbaray Rose, fait appel à Shirō pour empêcher les poseurs de bombes d'attaquer le centre médical de la ville. Sentant que le centre pourrait aider à guérir sa présumée maladie, Michiru révèle son état à Barbaray et insiste pour qu'elle l'aide. Bien que Michiru et Shirō empêchent un gang de se faufiler dans le centre, une explosion se déclenche, ce qui, selon Shirō, a été provoqué par deux des médecins qui tentaient d'éliminer les preuves. L'un des médecins essaie de prendre Michiru en otage, mais Shirō parvient à la sauver. |                             |                     |                                                    |
| 4 | Un rêve de dauphin          | Dolphin Daydream    | 21 mars 2020 (Netflix Japon)30 avril 2020 (+Ultra) |
| Michiru rencontre Nina, la fille animalien dauphin du chef de gang Giuliano Flip, qui produit des publications sur les réseaux sociaux sous sa forme humaine près de chez elle. Parvenant à retrouver la capacité de se transformer en forme humaine, Michiru rejoint Nina alors qu'elle assiste à une fête d'humain, qui semble initialement accepter Nina même après qu'elle se révèle accidentellement comme une animalien. Pendant la fête cependant, l'une des filles met Nina dans un aquarium sans se rendre compte qu'elle ne peut pas vraiment respirer car elle est un mammifère qui n'a pas de branchies, forçant Michiru à utiliser ses pouvoirs de transformation pour la sauver. Malgré l'incident, Nina se sent heureuse du petit éclat qu'elle a pu ressentir. |                             |                     |                                                    |
| 5 | Des ours gourmands          | Greedy Bears        | 21 mars 2020 (Netflix Japon)7 mai 2020 (+Ultra)    |
| Tout en regardant un match de baseball meurtrier, les pouvoirs de Michiru attirent l'attention de l'équipe des Bears, les aidant à gagner leur match en tant que lanceuse. Profitant de la sensation, Michiru continue de jouer avec eux, ignorant que leur entraîneur parie sur leur perte. Lors d'un match de finale, où l'équipe est soudoyée pour perdre, un incident au cours duquel l'entraîneur Dante tente de voler tout l'argent parié conduit la foule à se mettre en colère pour avoir volé son argent. Alors que Shirō résout ce problème, Michiru montre l'importance de ce que le baseball signifie vraiment, et malgré la perte finale des Bears, ils apprécient de jouer équitablement. L'entraîneur Dante, inspiré par le courage et le dévouement de Michiru pour le jeu, a ravivé son amour du baseball. Après cela, il quitte les paris de baseball pour véritablement former son équipe et la faire gagner le championnat la prochaine fois. |                             |                     |                                                    |
| 6 | La valse de la renarde      | Fox Waltz           | 21 mars 2020 (Netflix Japon)14 mai 2020 (+Ultra)   |
| Michiru découvre que Nazuna Hiwatashi, sa meilleure amie qui a attrapé la maladie d'animalien avant elle, a rejoint le culte de l'Ordre du Loup d'argent dédié à la mythologie du Loup d'argent Ginrō, divinité sacrée des animaliens. Voulant aussi aider à guérir la condition de Nazuna, Michiru prend des dispositions pour que Nazuna rencontre Barbaray. Cependant, Nazuna profite de la situation pour obtenir une autorisation de résidence permanente pour le culte, déclarant qu'elle préfère être leur idole et laisser Michiru découragée. |                             |                     |                                                    |
| 7 | Un albatros errant          | Easy Albatross      | 6 mai 2020 (Netflix Japon)21 mai 2020 (+Ultra)     |
| Michiru rencontre un animalien albatros nommé Pinga, dont l'espèce a eu du mal à migrer à cause des restrictions imposées sur les animaliens. Pendant ce temps, Barbaray et Shirō ont une rencontre avec Alan Sylvasta, président de Sylvasta Pharmaceuticals, qui déconseille de donner refuge au culte du Loup d'argent. Après que Pinga s'est envolé avec Michiru à travers la ville, Shirō soupçonne Pinga d'être un terroriste. Repérant Pinga s'approcher du bureau du maire, Shirō l'arrête avec l'aide de la nouvelle capacité de vol de Michiru, trouvant que son plan de terroriste était un bluff et décidant de le laisser partir. Pendant ce temps, Alan est attaqué par un tueur à gages mais est sauvé par Nazuna. |                             |                     |                                                    |
| 8 | Le rat taupe parle          | The Mole Rat Speaks | 6 mai 2020 (Netflix Japon)28 mai 2020 (+Ultra)     |
| Après le sauvetage d'Alan, le soutien au culte du Loup d'argent augmente, conduisant à l'approbation de leur refuge. Au moment où Shirō et Michiru se rendent dans la prison pour découvrir les motifs de l'assassin, Yaba, l'un des médecins que Shirō avait arrêtés auparavant, devient fou furieux après la visite du prêtre du culte Cliff Boris. Alors que Shirō et Michiru luttent tous deux contre un Yaba surpuissant, Shirō est obligé de révéler sa véritable identité du loup légendaire Ginrō afin de le vaincre. Pendant que Shirō se rétablit, Barbaray explique à Michiru comment Shirō est devenu Ginrō il y a plus de mille ans, lorsque les animaliens de Nirvasyl aurait été anéantie par les humains. |                             |                     |                                                    |
| 9 | Un bouc émissaire humain    | Human Scapegoat     | 6 mai 2020 (Netflix Japon)4 juin 2020 (+Ultra)     |
| Après avoir échoué à convaincre Nazuna que Ginrō existe véritablement, alors que Shirō enquête sur ce qui a rendu Yaba fou, et voyant Nazuna se faire enlevée, Michiru fait irruption dans le centre médical pour la sauver, seulement pour découvrir qu'elle est là pour une IRM. Alan explique ensuite à Michiru qu'elle et Nazuna sont devenues des animaliens à la suite d'un accident de transfusion sanguine et qu'il travaille avec Nazuna pour développer un remède, et révèle que c'était son idée qui a conduit Nazuna à se prétendre être Ginrō. |                             |                     |                                                    |
| 10 | Un loup enragé              | Rabid Wolf          | 6 mai 2020 (Netflix Japon)11 juin 2020 (+Ultra)    |
| En rencontrant un autre animalien devenu fou furieux, Michiru et Shirō tentent de le calmer lorsqu'un groupe de drones appelé Engel Machines apparaît et le capture. Après la piste vers le centre médical, ils découvrent que les drones ont été envoyés par Alan, qui prétend que le soi-disant « syndrome de Nirvasyl » est le résultat du stress causé par plusieurs espèces d'animaliens accumuler ensemble et est ce qui a anéanti le village de Shirō. Quand Alan révèle qu'il a l'intention d'empêcher cela en développant un vaccin pour transformer les animaliens en humain ordinaire, Shirō devient furieux à l'idée, allant à la fois contre Michiru et la police. Alors qu'Alan charge Michiru et Nazuna d'organiser un concert pour calmer les animaliens jusqu'à ce que le vaccin soit terminé, Barbaray dit à Shirō qu'elle envisage de démanteler Anima City pour disperser les animaliens pour les garder en sécurité. Cependant, lorsque Barbaray se rend chez le ministre Shiramizu à ce sujet, il la met en état d'arrestation, car il est révélé qu'il travaille aux côtés d'Alan. |                             |                     |                                                    |
| 11 | Une fête monstrueuse        | A Beastly Feast     | 6 mai 2020 (Netflix Japon)18 juin 2020 (+Ultra)    |
| Alors que Barbaray s'échappe de sa captivité et retourne à Anima City avec l'aide de Pinga, Marie informe Shirō que Nazuna devrait révéler qu'elle est une humaine, car il lui a été expliqué que cela devrait apaiser les animaliens. Alors que le concert commence, Shirō informe Michiru que les aveux de Nazuna déclencheront en fait le syndrome de Nirvasyl. Michiru convainc Nazuna de ne pas faire d'aveux, seulement pour que Cliff l'expose lui-même qui, avec les armes envoyées par Alan, déclenche le syndrome chez plusieurs animaliens. Choqué par cela, Shirō succombe également au syndrome et attaque Michiru. |                             |                     |                                                    |
| 12 | Anima-City                  | Anima-City          | 6 mai 2020 (Netflix Japon)25 juin 2020 (+Ultra)    |
| Michiru parvient à survivre à l'attaque de Shirō avec l'aide des amis qu'elle s'est fait en éliminant les animaliens devenus fous furieux et Cliff, avec son sang réussissant à ramener Shirō à la normale. Comme Barbaray révèle que le sang de Michiru et Nazuna peut être utilisé pour créer un sérum pour guérir le syndrome de Nirvasyl, Nazuna va essayer de calmer les autres citoyens tandis que Michiru et Shirō vont affronter Alan, qui se révèle être lui-même un animalien de race pure. Constatant qu'un enregistrement des hurlements de Shirō peut calmer le déchaînement des animaliens affectées, Michiru travaille avec Nazuna et Marie pour le diffuser à travers la ville, dans laquelle Alan tente d'agir. Cependant, Shirō intervient pour s'opposer contre lui, en utilisant les anticorps dans son propre sang pour arrêter Alan quand il devient lui-même fou furieux, après quoi son hurlement calme tout le monde jusqu'à ce que le sérum puisse être administré. Avec la conspiration d'Alan révélée au public mais avec la répercussion de Shirō étant un criminel recherché, Michiru décide de rester telle qu'elle est à ce qu'elle peut, encourageant Shirō à être dans la forme qu'il veut. |                             |                     |                                                    |

## Adaptations

### Roman
BNA Zero: Massara ni narenai kemono-tachi (BNA ZERO ビー・エヌ・エー・ゼロ　まっさらになれない獣たち, litt. « Les animaux qui ne peuvent pas être tout nouveaux ») est un roman servant de préquel qui suit la jeunesse de Barbaray Rose. Écrit par Nekise Ise et supervisé par Kazuki Nakajima, il est édité par Shūeisha et sorti le 23 avril 2020  (ISBN 978-4-08-631364-3),.

### Manga
Une adaptation en manga de la série est dessinée par Asano. Celle-ci est lancée dans le webzine Tonari no Young Jump de Shūeisha avec un « chapitre 0 » le 29 mai 2020 et est mise à jour tous les 4e vendredi de chaque mois. La publication de la série s'est terminée le 9 septembre 2022 et elle sera publiée en un tome le 16 septembre 2022.